# Drenovac Osredački
Drenovac Osredački – wieś w Chorwacji, w żupanii zadarskiej, w gminie Gračac. W 2011 roku liczyła 12 mieszkańców.